# Tabasco
Tabasco là một trong 31 bang, cùng với Quận liên bang, là 32 thực thể Liên bang của México. Bang này được chia thành 17 hạt, thủ phủ là thành phố Villahermosa.
Tabasco nằm ở Đông Nam Mexico, trên nửa phía bắc của eo đất Tehuantepec. Nó được bao quanh bởi các bang Veracruz về phía tây, Chiapas về phía nam và Campeche về phía đông bắc. Về phía bắc, bang có một đường bờ biển dài giáp Vịnh Mexico. Tabasco giáp biên giới với tỉnh Petén của Guatemala về phía đông.
Ngoài thành phố thủ đô, các thành phố lớn khác của bang bao gồm Cardenas, Comalcalco và Paraiso.

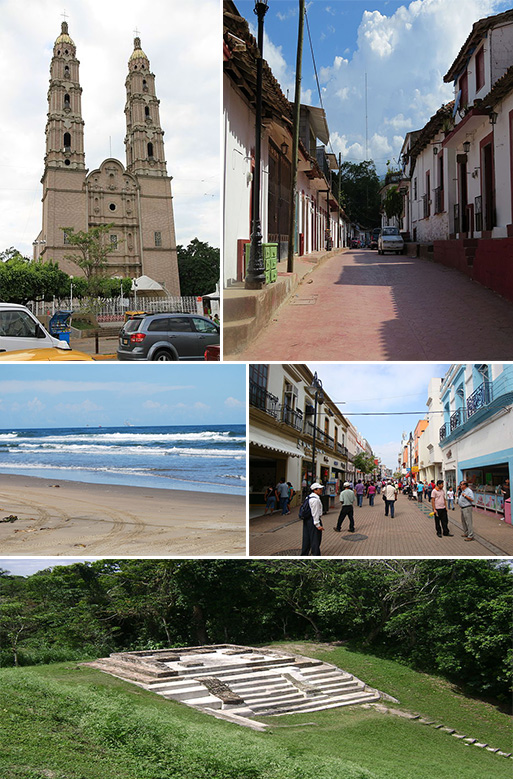
Tabasco.